# Wilhelm Kempff
Wilhelm Kempff (Jüterbog, 25 de noviembre de 1895 - Positano, 23 de mayo de 1991) fue un pianista, compositor, musicólogo y profesor alemán.

## Biografía
Kempff nació en Jüterbog, Alemania, y estudió en Berlín, en la Hochschule de esa ciudad convirtiéndose en alumno de Karl Heinrich Barth, el cual lo había sido de Hans von Bülow y Carl Tausig. En sus comienzos, según la moda de la época, el joven Wilhelm se presentaba frente al público para tocar improvisaciones, las cuales se hacían mediante temas propuestos por los asistentes a la salas de conciertos.
Aunque viajó por gran parte del continente europeo y del resto del mundo, no hizo su primera aparición en Londres hasta 1951, y no tocó en Nueva York hasta el año 1964. Hizo su última presentación en París el año 1981 y murió en Positano, Italia a la edad de 95 años.
Considerado uno de los grandes pianistas del siglo XX, Kempff es conocido hoy en día por sus grabaciones de Schumann, Brahms, Schubert, Mozart, Bach, Liszt, Chopin y, particularmente, de Ludwig van Beethoven. Grabó durante un periodo de sesenta años. Kempff fue además el primero en grabar todas las sonatas de Franz Schubert, mucho antes de que estas se volvieran populares. Además grabó dos ciclos completos de las sonatas de Beethoven, una en mono y la otra en estéreo. Kempff sabía transmitir un sentido muy profundo, hasta “religioso” a cada una de las obras que interpretaba.
Para él lo más importante era el respeto a los compositores que interpretaba. Por ello la calidad de las obras y el elevado sentido musical que proyectaba constituían el nexo más fuerte que el intérprete podía llegar a tener con el público. Mozart, Beethoven, Schumann y Brahms mejoraban la sensibilidad del oyente al escucharlo. 
Kempff realizó magistrales conciertos interpretando a Beethoven, del cual grabó dos veces las 32 sonatas y los 5 conciertos para piano y orquesta. Sus versiones, junto con las de Eduardo del Pueyo, están consideradas de referencia y quizás las interpretadas en un estilo más bethoveniano del repertorio. Si bien la personalidad y el elevado dominio técnico de este pianista contribuyó a la excelencia de sus interpretaciones, a ello hay que agregarle también su sólida formación cultural y humanística, puesto que tuvo títulos universitarios en filosofía e historia de la música. 
Kempff, al igual que Artur Schnabel, fue considerado un gran beethoveniano, pero su alumna Idil Biret manifestó con respecto de su maestro que “...Chopin era un compositor que Kempff adoraba” y que en cierta ocasión llegó a escucharle interpretar la “Barcarola” de Fauré en un nivel “superior”.  
Kempff también tocó música de cámara junto a Kulenkampff, Schneiderhan, Fournier, Szeryng, Rostropovich, Ferras, Yehudi Menuhin y Pierre Fournier, entre otros. Las grabaciones más famosas son las sonatas completas de Beethoven para violín y piano con Menuhin.
En 1957, Kempff comenzó a dar interpretaciones anuales de Beethoven en su villa de Positano. Seis años después de su muerte, su amigo y antiguo alumno John O'Conor se encargó de las presentaciones.
Una actividad menos conocida de Kempff era componer. Compuso para casi todo género. Su segunda sinfonía fue tocada por primera vez en 1929 en la Gewandhaus de Leipzig por Wilhelm Furtwängler. También preparó un número de transcripciones de Bach, incluyendo la Siciliana de la sonata para flauta en Mi bemol, que fue grabada por la pianista İdil Biret, y un arreglo no muy conocido del Minuett en Sol menor de una Suite para clavecín por Händel.

## Discografía selecta
- Bach: Variaciones Goldberg (DG).
- Bach, Haendel & Gluck: Suite inglesa n.º 3, Transcripción para piano. (DG).
- Beethoven: Conciertos para piano n.º 1-4. Con Leitner, BPO, 1961 (DG).
- Beethoven: Conciertos para piano n.º 1-5, Rondó n.º 1-2. Con Kempen, BPO, 1953 (DG).
- Beethoven: Conciertos para piano n.º 4 & 5. Con Leitner, BPO (DG).
- Beethoven: Sonatas para piano n.º 1-32. 1964 (DG).
- Beethoven: Sonatas para piano n.º 1-32, Reg. 1951-56 (DG).
- Beethoven: Sonatas para violín y piano n.º 1-5, Rondó. Con Menuhin (DG).
- Beethoven: Sonatas para violín y piano n.º 5 & 9. Con Menuhin (DG).
- Beethoven: Sonatas para violín y piano n.º 6-10. Con Menuhin (DG).
- Beethoven: Sonatas para violonchelo y piano n.º 1-5, Variaciones. Con Fournier (DG).
- Brahms: Fantasía op. 116, Tres intermezzi op. 117 (DG).
- Liszt: Années de pèlerinage II. 1974 (DG).
- Mozart: Conciertos para piano n.º 23, 24 & 8. Con Leitner, Sinfónica de Bamberg, BPO (DG).
- Mozart: Sonatas para piano n.º 8 & 11; Fantasías K. 397 & K. 475. 1962 (DG).
- Schubert: Grabaciones completas. (DG).
- Schubert: Sonatas para piano completas (DG).
- Schubert: Sonata para piano D. 960, Impromptus (DG).
- Schumann: Concierto para piano, Kinderszenen. Con Kubelik, Bayer. RSO, 1971, 1973 (DG).
- Schumann: Músicas para piano. (DG).
- Schumann: Concierto para piano op. 54, Konzertstück op. 92. Con Kubelik, Bayer. RSO, 1967, 1973 (DG).
- Kempff: Grabaciones de conciertos. Con Leitner, Van Kempen, Krips, Klee, Fistoulari, Münchinger, 1925, 1977 (DG).
- Grandes pianistas del Siglo XX, Vols 55, 56 & 57.